# Waldesch

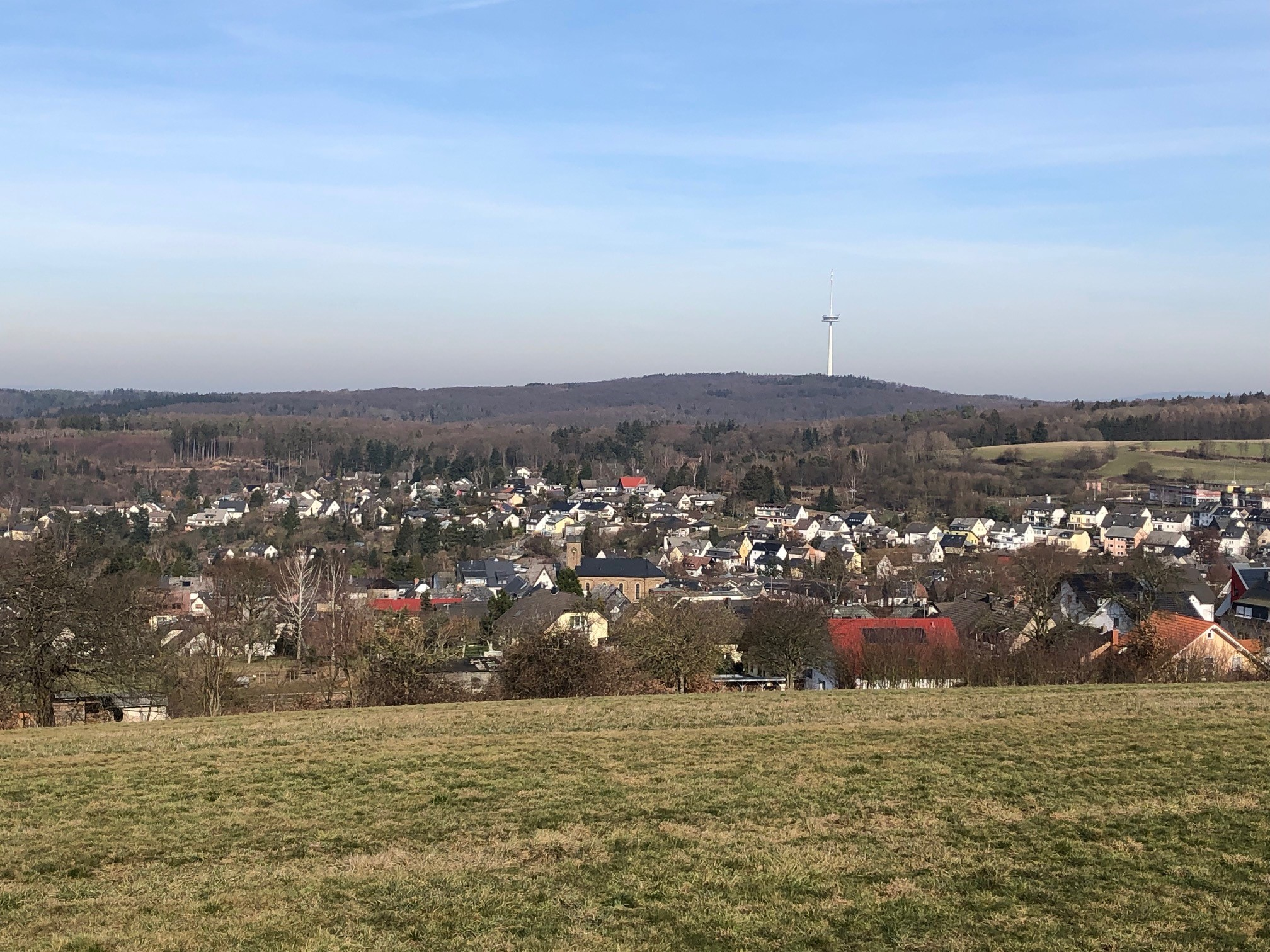
Ortsansicht von Süden

Partnergemeinde

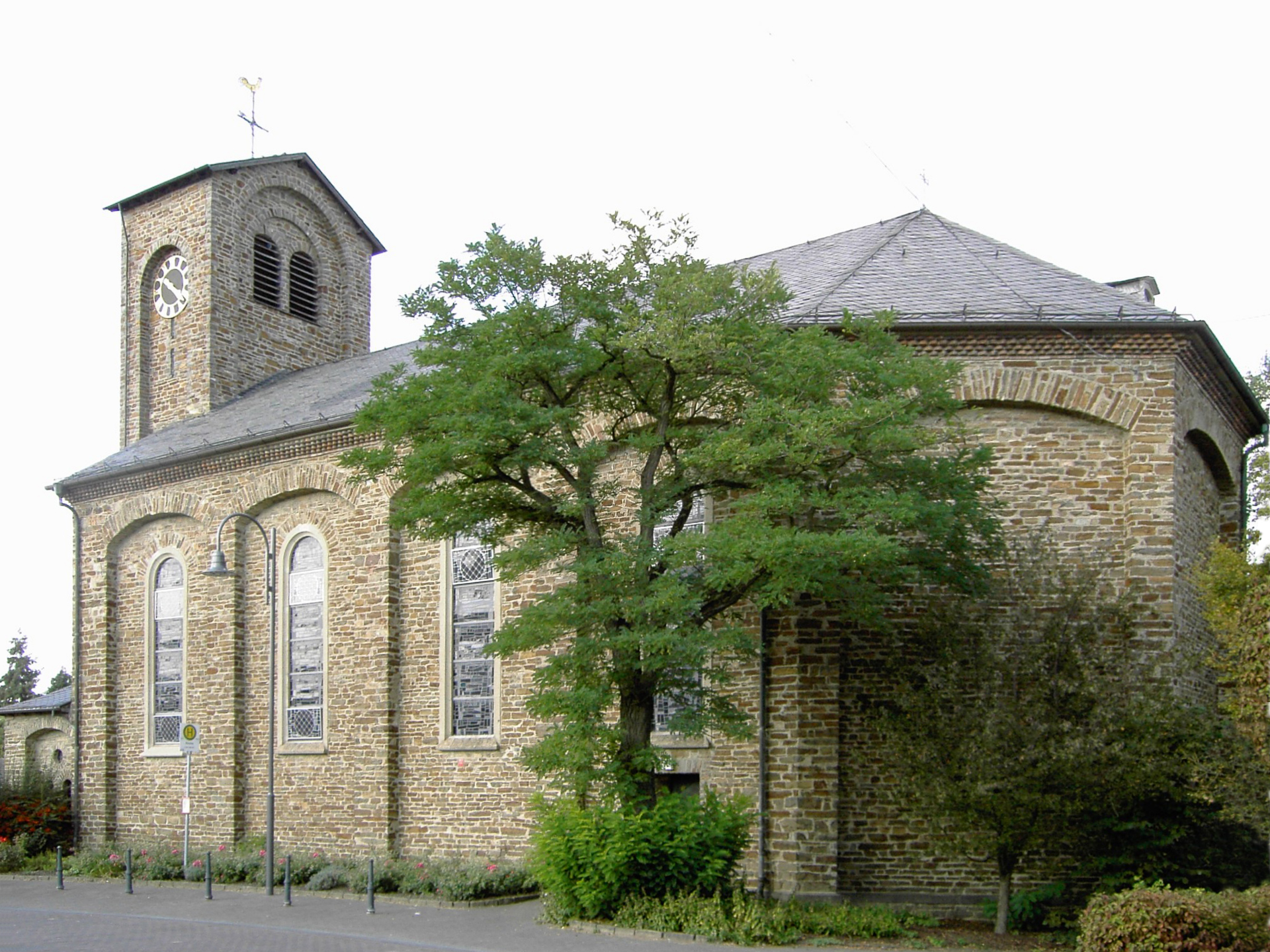
Kirche St. Antonius

Waldesch ist eine Ortsgemeinde im Landkreis Mayen-Koblenz in Rheinland-Pfalz. Sie gehört der Verbandsgemeinde Rhein-Mosel an.

## Geographie
Am Rand des Koblenzer Stadtwalds gelegen, wird Waldesch auch als Tor zum Hunsrück bezeichnet. Der Ort verfügt über eine Anschlussstelle (40 Koblenz/Waldesch) an die A 61. Koblenz liegt etwa zehn Kilometer nördlich der Gemeinde. Die Ortslage von Waldesch erstreckt sich gut zwei Kilometer entlang der B 327 in einer nach Westen geneigten Hangmulde. Den Ort durchfließt der Eschbach, der im Volksmund den Namen „Ralebach“ trägt und so im Waldescher Heimatlied besungen wird. Der Eschbach mündet im Kondertal in den südwestlich von Waldesch entspringenden Konderbach, einem rechten Zufluss der Mosel.

## Geschichte
Erstmals urkundlich erwähnt wurde Waldesch 1019 (damals Asch) in einer Schenkungsurkunde. Damals übereignete Kaiser Heinrich II. dem Nonnenkloster Kaufungen den Ort (siehe Nachweis unter Trimbs).
Besiedelt war das Gebiet jedoch bereits früher, da in der Umgebung Hügelgräber vorhanden sind und zeitlich dazu passende Gebrauchsgegenständen gefunden wurden.
Die alte Römerstraße von Koblenz nach Trier, der die heutige Hunsrückhöhenstraße (B 327) auf langen Wegstücken folgt, führt direkt am Ort vorbei.
1944 wurde die seit 1906 bestehende katholische Pfarrvikarie St. Antonius zur Pfarrei erhoben. 1951 wurden die Dieblicher Ortsteile Naßheck und Mariaroth aus der Pfarrei Dieblich in die Pfarrei St. Antonius Waldesch umgepfarrt. Zum 31. Dezember 2024 wurde die Pfarrei St. Antonius Waldesch aufgelöst und gemeinsam mit den Pfarreien St. Theresia Rhens und St. Lambertus Spay-Brey zum 1. Januar 2025 zur Pfarrei Rhens zusammengeschlossen.
In den 1960er-Jahren wuchs die Einwohnerzahl rasant an. Da in Koblenz zahlreiche Behörden, darunter das Bundesamt für Wehrtechnik und Beschaffung, angesiedelt wurden und in der Stadt der Wohnraum knapp war, entwickelte sich der heutige Ortsteil „König von Rom“. Der Name rührt von einer Flurbezeichnung her, die die Stadt Koblenz zu ehren des Sohnes Napoleons vergab.

## Politik

### Gemeinderat
Der Gemeinderat in Waldesch besteht aus 16 Ratsmitgliedern, die bei der Kommunalwahl am 9. Juni 2024 in einer personalisierten Verhältniswahl gewählt wurden, und dem ehrenamtlichen Ortsbürgermeister als Vorsitzendem.
Die Sitzverteilung im Gemeinderat:
| Wahl | SPD | CDU | FWG | Gesamt   |
| ---- | --- | --- | --- | -------- |
| 2024 | –   | 4   | 12  | 16 Sitze |
| 2019 | –   | 4   | 12  | 16 Sitze |
| 2014 | –   | 4   | 12  | 16 Sitze |
| 2009 | –   | 4   | 12  | 16 Sitze |
| 2004 | 2   | 6   | 8   | 16 Sitze |

- FWG = Freie Wählergruppe Mohr e. V.

### Bürgermeister
Mario Specht (FWG) wurde am 27. August 2024 Ortsbürgermeister von Waldesch. Bei der Direktwahl am 9. Juni 2024 war er als einziger Bewerber mit einem Stimmenanteil von 82,6 % gewählt worden.
Spechts Vorgänger als Ortsbürgermeister war Karlheinz Schmalz. Von 1997 bis 2004 hatte Herbert Hartmann († 2024) das Amt inne.
| Amtszeit  | Name                         |
| --------- | ---------------------------- |
| 1945–1946 | Josef Männchen               |
| 1946–1948 | Wilhelm Cron                 |
| 1948–1953 | Peter Schneider              |
| 1953–1960 | Johann Breidbach             |
| 1960–1979 | Rudi Mohr (FWG)              |
| 1979–1984 | Toni-Peter Hartkorn (CDU)    |
| 1984–1997 | Helmut Breidbach (FWG)       |
| 1997–2004 | Herbert Hartmann (CDU)       |
| 2004–2009 | Petra Dettmer-Petersen (FWG) |
| 2009–2024 | Karlhein Schmalz (FWG)       |
| seit 2024 | Mario Specht (FWG)           |

### Gemeindepartnerschaft
Mit Lucenay-lès-Aix in Burgund besteht seit 1966 eine Partnerschaft.

## Kultur und Sehenswürdigkeiten

### Sehenswürdigkeiten
- Kath. Pfarrkirche St. Antonius mit Kreuzigungsgruppe und weiteren Figuren
- Pfarrhaus und weitere Fachwerkhäuser im Ort
- Wegkapelle an der Landesstraße 208 Richtung Dieblich
- Mehrere Bildstöcke im Ort (Ecke Römerstraße/Dieblicher Straße, Gödersweg, Im Schild)
- Merkurtempel und römische Villa im benachbarten Koblenzer Stadtwald
- Königsstuhl von Rhens

### Bildung
In Waldesch gibt es eine eigene Grundschule in Trägerschaft der Gemeinde und einen Kindergarten in Trägerschaft der Kath. Kirchengemeinde.

### Bürgerhaus Waldesch
Kulturelle Veranstaltungen, Dorf-Feste, Karneval und Weihnachtsmarkt finden im 1997 erbauten Bürgerhaus im Dorfzentrum statt.

## Persönlichkeiten
- Wolfgang Vogt (1913–2005), Politiker (FDP)
- Dieter Schneider (* 1959), Fechter, stammt aus Waldesch.